# Fidel (film)
Pour les articles homonymes, voir Fidel.
Pour plus de détails, voir Fiche technique et Distribution.
Fidel est un téléfilm en deux parties, sorti en 2002, réalisé par le Britannique David Attwood, qui traite de la vie de Fidel Castro, de la révolution cubaine et de ses conséquences, dont la crise des missiles de Cuba. Le film, produit aux États-Unis, a été réalisé presque exclusivement avec des acteurs d'origine latino-américaine, dont parfois de grands noms comme Gael García Bernal et Cecilia Suárez. Bernal y a joué pour la première fois le rôle d'Ernesto « Che » Guevara, qu'il incarnera à nouveau deux ans plus tard dans Carnets de voyage.

## Synopsis
Le film commence en 2001, lorsque Fidel Castro, vieilli, regarde tristement dans son bureau des photos de ses compagnons de la révolution cubaine. Les événements qui suivent constituent un retour en arrière.
La Havane, 1951. Le jeune avocat Fidel Castro est confronté aux conséquences des conflits politiques et de la corruption à Cuba, qui résultent principalement de la dépendance vis-à-vis des États-Unis. C'est à cette occasion qu'il fait la connaissance de celle qui deviendra sa femme, Mirta Díaz-Balart, avec laquelle il aura un fils. Fidel commence à s'engager politiquement avec son jeune frère Raul au sein du parti orthodoxe d'opposition du populaire Eduardo Chibás. Après le suicide de Chibás, Roberto Agramonte se présente comme nouveau candidat du parti aux prochaines élections présidentielles de 1952, jusqu'à ce que, le 10 mars 1952, l'ex-militaire et concurrent Fulgencio Batista s'empare du pouvoir par un coup d'État militaire. Déterminé à renverser le régime dictatorial par la force, Fidel rassemble autour de lui des soutiens, dont le frère et la sœur Abel et Haydée Santamaría et Natalia Naty Revuelta, une femme mariée qui devient sa maîtresse. Il commence à prendre ses distances avec sa femme et son frère Rafael, car ce dernier travaille pour le dictateur.
Finalement, Fidel et Abel Santamaria prévoient d'attaquer la caserne de Moncada à Santiago de Cuba pour s'emparer d'armes et se retirer dans la Sierra Maestra, d'où ils déclencheront une guérilla. L'attaque échoue de manière catastrophique et la plupart des rebelles sont tués. Abel Santamaria est torturé et a les yeux crevés, mais il refuse, tout comme sa sœur, de dénoncer d'autres soutiens. Pour Abel, c'est une condamnation à mort. Le régime parvient néanmoins à capturer d'autres responsables, dont Fidel et Raúl Castro. L'épouse de Castro découvre qu'il a une relation avec Natalia Revuelta, divorce et quitte le pays avec son fils Fidelito. Sous la pression politique, Batista décide finalement de libérer Fidel et de l'envoyer en exil. Celui-ci fonde le Mouvement du 26 Juillet et veut rassembler et former des hommes au Mexique, avant de retourner à nouveau à Cuba pour renverser le régime par la force. Natalia Revuelta, sa maîtresse, reste à Cuba car elle est enceinte de Fidel.
Au Mexique, Fidel rencontre le jeune médecin argentin Ernesto Che Guevara, qui rêve d'une révolution socialiste anti-impérialiste pour renverser les régimes dictatoriaux d'Amérique latine soutenus par les États-Unis. Guevara se joint à Castro et à ses 80 autres hommes qui, en décembre 1956, traversent vers Cuba à bord du petit yacht Granma. Peu après le débarquement, la plupart des rebelles sont tués par les hommes de Batista, seuls quelques hommes, parmi lesquels Fidel, le Che et Raul, survivent et se retirent comme prévu dans les montagnes de la Sierra Maestra. Soutenu par la population locale, qui espère obtenir une justice sociale et une vie meilleure, et par des compagnons d'armes de La Havane, menés par Celia Sánchez, le groupe gagne de nouveaux combattants et ouvre la lutte de guérilla contre le régime de Batista. Celia Sánchez finit par rejoindre durablement le camp des rebelles et devient la maîtresse de Fidel. Après une guérilla de deux ans contre le régime de Batista, qui tourne de plus en plus à l'avantage des rebelles, le dictateur Batista s'enfuit du pays. La Révolution cubaine est victorieuse et Fidel Castro et son Mouvement du 26 juillet prennent le pouvoir à Cuba en janvier 1959.
Afin de rendre la révolution irréversible et d'imposer ses objectifs sociaux et politiques, la première étape consiste à purger les forces armées et de sécurité cubaines et à exécuter les supposés soutiens du régime de Batista, dirigé par Che Guevara et Raul Castro. Le nouveau régime veut imposer des réformes profondes, dont la création d'un système d'éducation et de santé gratuit, et décide — contrairement à l'attitude antérieure de Castro — de collaborer avec les communistes. Le secteur privé est exproprié et nationalisé et le régime révolutionnaire prend de plus en plus des allures autoritaires et staliniennes. Huber Matos, commandant des forces armées dans la province de Camaguey, ne peut concilier cela avec sa conscience et veut démissionner de son poste, ce que Fidel, Raul et le Che considèrent comme une trahison. Celia Sanchez, une amie de longue date de Huber Matos, à la demande de laquelle Matos a rejoint la révolution, hésite, mais se range finalement du côté de Fidel et du Che, tandis que Haydée Santamaría voit de plus en plus dans l'action du régime une trahison des anciens idéaux avec lesquels le mouvement a jadis commencé sa lutte. Le comportement de Huber Matos est néanmoins considéré comme une conspiration et une trahison et Matos est condamné à 20 ans de prison lors d'un procès à grand spectacle.
La Cuba post-révolutionnaire se rapproche de plus en plus de l'Union soviétique sur le plan politique. Après l'échec d'une invasion d'opposants cubains dans la Baie des Cochons en 1961, soutenue par les États-Unis, et alors que le régime craint une invasion directe des États-Unis, les Soviétiques déploient des armes nucléaires stratégiques à Cuba, ce qui conduit à la crise des missiles de Cuba de 1962, à l'issue de laquelle les Soviétiques retirent les missiles et les États-Unis garantissent qu'ils ne lanceront pas d'invasion à Cuba.
Sur le plan intérieur, le régime est en revanche confronté à un déclin croissant, notamment sur le plan économique. La situation de la population ne cesse de se dégrader. Parallèlement, des fissures apparaissent de plus en plus au sein du régime. Raul Castro et Che Guevara se déchirent sur la question des relations avec l'Union soviétique. Les agissements de Guevara en politique étrangère, par lesquels il s'aliène les Soviétiques, le conduisent finalement à démissionner de son poste de ministre de l'Industrie et à rendre sa nationalité. À la place, il veut se retirer en Bolivie pour y déclencher une nouvelle guerre de guérilla contre le régime pro-américain. Fidel Castro assure Guevara de son soutien, mais le lui refuse finalement. En 1967, Guevara est arrêté en Bolivie avec ses rebelles de la guérilla et assassiné avec l'aide de la CIA.
Le déclin de la politique intérieure se poursuit. Celia Sanchez, atteinte d'un cancer à l'article de la mort, demande à Fidel, le dernier jour de sa vie, de ne pas laisser les Cubains mépriser Fidel. Il doit faire échouer la révolution parce qu'il ne veut pas qu'elle se termine. Fidel lui tient la main et lui promet de ne jamais perdre le contact avec le peuple.
Le film revient au présent. Castro, les larmes aux yeux, détourne le regard des photos de ses compagnons de lutte décédés et quitte son bureau, tandis qu'en arrière-plan, d'autres développements de Cuba après la révolution sont énumérés, notamment l'exode massif de milliers de Cubains en 1980, qui débarquent sur les îles Florida Keys. Castro se tourne vers la caméra dans un discours adressé aux Américains et parle de la guerre politique et économique que les États-Unis ont déclarée à Cuba.

« 40 ans et vous refusez toujours que votre voisin ait décidé de vivre comme il l'entend dans sa propre maison ? Est-ce cela la démocratie ? Punir tout peuple qui suit une autre voie que la vôtre ? Jusqu'en 1959, le principe de votre politique était que nous devions être exploités. Après 1959, le principe de votre politique était que nous devions être détruits - est-ce cela la démocratie ? »

— Fidel Castro

## Fiche technique
- Titre original : Fidel[1]
- Réalisation : David Attwood
- Scénario : Stephen Tolkin (en)
- Photographie : Checco Varese
- Montage : Milton Moses Ginsberg
- Musique : John Altman
- Sociétés de production : Showtime Networks, RTL Television
- Pays de production :  États-Unis
- Langue originale : anglais américain
- Format : couleurs
- Genre : film biographique
- Durée : 200 minutes
- Dates de sortie : 
  - États-Unis : 27 janvier 2002

## Distribution
- Víctor Huggo Martin (de) : Fidel Castro
- Gael García Bernal : Che Guevara
- Cecilia Suárez : Celia Sánchez
- Maurice Compte : Raúl Castro
- Margarita Rosa de Francisco (en) : Natalia Revuelta Clews (en)
- Manuel Sevilla : Abel Santamaría (es)
- Alejandra Gollas : Haydée Santamaría
- Ernesto Godoy : Huber Matos
- Tony Plana : Fulgencio Batista
- Patricia Velásquez : Mirta Díaz-Balart
- Enrique Arce : Rafael Diaz-Balart
- José María Yazpik : Camilo Cienfuegos
- Honorato Magaloni : vieux Fidel Castro
- Ismaël « East » Carlo : Eduardo Chibás
- Ken Jenkins : Herbert Matthews
- Adrián Makala :  Juan Almeida
- Pedro Mira : Ramiro Valdés
- Juan Ignacio Aranda : Alberto Bayo
- Mel Rodriguez : Calixto Morales
- Bobby Plasencia : Faustino Pérez
- Guillermo Díaz : Universo Sánchez